# Oddity (película)
Oddity es una película de terror paranormal de 2024 escrita y dirigida por Damian Mc Carthy. La película se centra en una médium ciega y comerciante de curiosidades que todavía está de luto por la muerte de su hermana gemela un año antes. Un maniquí de madera de su gabinete de curiosidades se vuelve crucial en su búsqueda para descubrir la verdad sobre el asesinato de su hermana.
Se estrenó en South by Southwest el 8 de marzo de 2024, donde ganó el Premio del Público en la sección Midnighter del festival.

## Reparto
- Carolyn Bracken como Darcy Odello / Dani Odello-Timmis[5]
- Gwilym Lee como Dr. Ted Timmis[5]
- Steve Wall como Ivan
- Caroline Menton como Yana[5]
- Tadhg Murphy como Olin Boole[5]
- Jonathan French como Declan Barrett

## Producción
La película se rodó en el mismo granero reformado en West Cork, Condado de Cork, Irlanda, que la primera película de McCarthy, Caveat. Mc Carthy estaba desarrollando Oddity al mismo tiempo que trabajaba en Caveat.
El artista de efectos Paul McDonnell creó el maniquí de madera de tamaño natural con la colaboración de Mc Carthy. Mc Carthy cita películas como Child's Play y Creepshow como influencias. "Soy un gran admirador de esas viejas películas sobre 'la muñeca cobra vida'", dijo en 2024. "Pero siempre son pequeños, y pensé que sería genial tener uno de tu tamaño, que sería una fuerza a tener en cuenta si llegara a cobrar vida".
Mc Carthy, que visita frecuentemente tiendas de antigüedades, adquirió él mismo muchos de los accesorios para la película.
El personaje Olin Boole fue el tema del cortometraje de McCarthy de 2013 How Olin Lost His Eye, que explora la historia de fondo del personaje.

## Estreno
En febrero de 2024, Blue Finch Films adquirió los derechos de distribución internacional de la película. La película se estrenó en South by Southwest el 8 de marzo de 2024. Ganó el Premio del Público en la sección Midnighter del festival. Ganó el Premio del Público al Largometraje en el Overlook Film Festival en abril de 2024.
La película se estrenó en los Estados Unidos el 19 de julio de 2024, antes de proyectarse en el 28 ° Festival Internacional de Cine Fantasia el 4 de agosto de 2024.

## Recepción
Oddity recibió reseñas generalmente positivas de parte de la crítica y la audiencia. En el sitio web especializado Rotten Tomatoes, la película posee una aprobación de 96%, basada en 106 reseñas, con una calificación de 7.5/10, y con un consenso crítico que dice: "Una historia de fantasmas elegante y espeluznante, salpicada de sobresaltos ingeniosos, Oddity se apega a los fundamentos del miedo y logra resultados que hacen gritar." De parte de la audiencia tiene una aprobación de 77%, basada en más de 500 votos, con una calificación de 3.9/5.
El sitio web Metacritic le dio a la película una puntuación de 78 de 100, basada en 17 reseñas, indicando "reseñas generalmente favorables", mientras que en el sitio IMDb los usuarios le asignaron una calificación de 6.7/10, sobre la base de más de 15 000 votos. En la página web FilmAffinity la cinta tiene una calificación de 6.0/10, basada en 451 votos.